# Gonomyia misera
Gonomyia misera är en tvåvingeart som beskrevs av Alexander 1921. Gonomyia misera ingår i släktet Gonomyia och familjen småharkrankar. Inga underarter finns listade i Catalogue of Life.